# Longueville (Manche)
Longueville ist eine französische Gemeinde mit 612 Einwohnern (Stand: 1. Januar 2022) im Département Manche in der Region Normandie. Sie gehört zum Kanton Bréhal und zum Arrondissement Avranches. Sie grenzt im Nordwesten an Bréville-sur-Mer, im Nordosten und im Osten an Coudeville-sur-Mer, im Südosten an Anctoville-sur-Boscq, im Süden an Yquelon und im Südwesten an Donville-les-Bains. 

## Bevölkerungsentwicklung

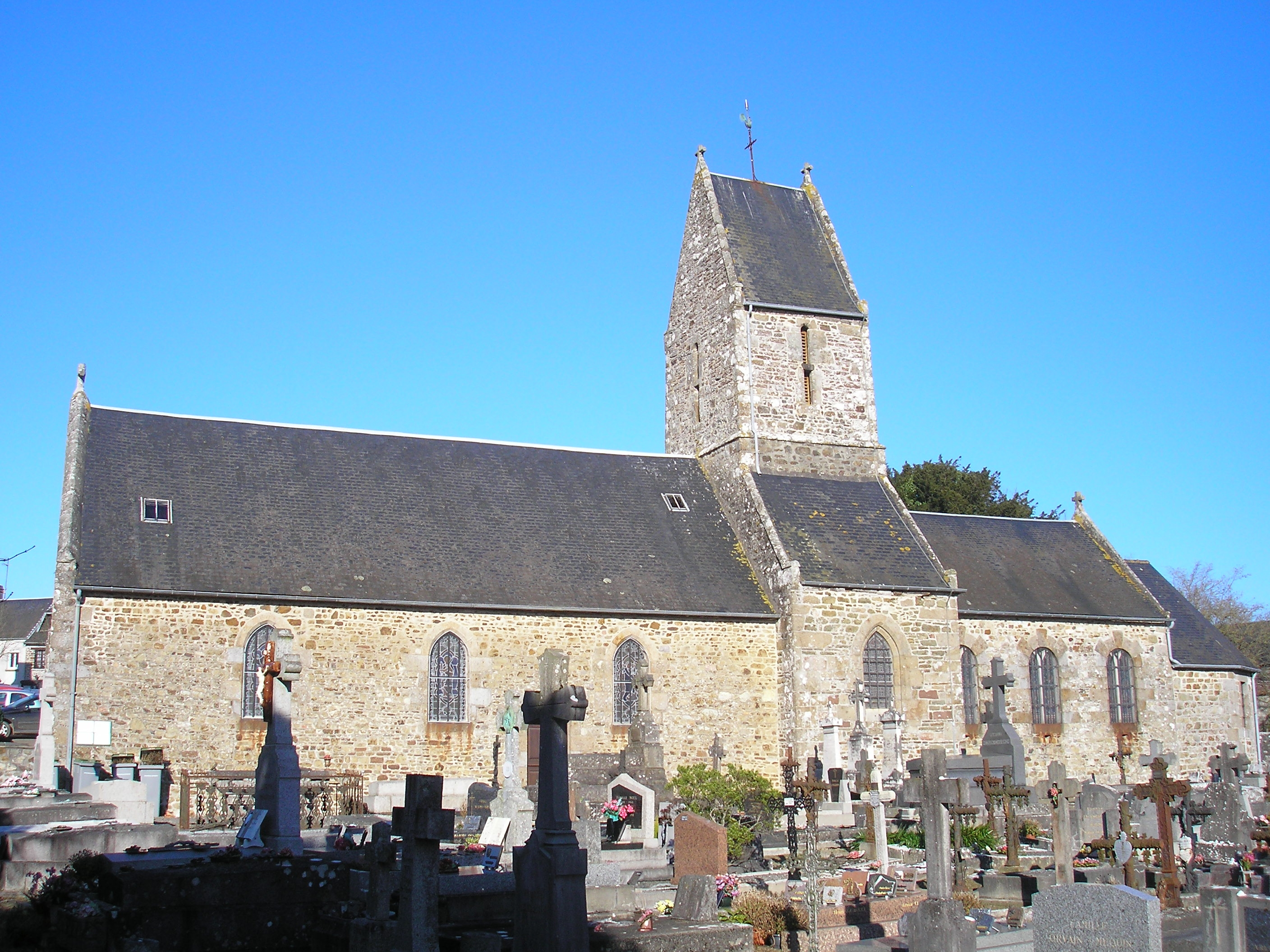
Kirche Saint-Pierre

| Jahr      | 1962 | 1968 | 1975 | 1982 | 1990 | 1999 | 2008 | 2018 |
| --------- | ---- | ---- | ---- | ---- | ---- | ---- | ---- | ---- |
| Einwohner | 372  | 348  | 357  | 455  | 530  | 530  | 609  | 596  |